# Électrode palladium à hydrogène
L'électrode palladium à hydrogène (notée Pd/H2) est l'une des électrodes de référence les plus utilisées en chimie analytique. Ses caractéristiques sont pour la plupart similaires à celles de l'électrode normale à hydrogène (qui utilise, elle, du platine) ; cependant, le palladium a la capacité d'absorber des quantités importantes d'hydrogène,.

## Fonctionnement de l'électrode
Lorsque l'hydrogène est absorbé, deux phases peuvent coexister dans le palladium :
- la phase alpha, où la concentration d'hydrogène est de moins de 0,025 atomes par atome de palladium ;
- la phase bêta, où la concentration correspond à 0,6 atomes d'hydrogène par atome de palladium.

Le comportement électrochimique d'une électrode de palladium à l'équilibre avec des ions H3O+ (ion hydronium) en solution est similaire à celui du comportement du palladium en présence de dihydrogène :
{\displaystyle {\tfrac {1}{2}}\mathrm {H} _{2}=\mathrm {H} _{ads}=\mathrm {H} _{abs}}
Par conséquent, l'équilibre est contrôlé dans un cas par la pression partielle du dihydrogène, dans l'autre par l'activité chimique des ions H+ dans la solution.
{\displaystyle E=E^{0}+{RT \over F}\ln {a_{\mathrm {H} ^{+}} \over (p_{\mathrm {H} 2})^{1/2}}}
Quand le palladium est chargé électriquement par l'hydrogène, l'existence de deux phases se manifeste par un potentiel électrique constant d'environ +50 mV par rapport à l'électrode réversible à hydrogène. Ce potentiel est indépendant dans une large mesure de la quantité d'oxygène absorbé. Cette propriété a été utilisée pour fabriquer des électrodes de référence palladium-hydrogène ; le principal intérêt d'une telle électrode est que, contrairement à une électrode normale à hydrogène, elle ne nécessite pas de passage continu de dihydrogène gazeux dans la solution.